# T Cephei
A T Cephei egy Mira változó hiperóriás csillag a Cepheus csillagképben. A sugara 540 nap átmérő, az egyik legnagyobb ismert csillag.

## Külső hivatkozások
- Simbad